# Magyarország legbővizűbb folyóinak listája
A lista Magyarország legbővizűbb folyóit tartalmazza. A felsorolás az átlagos vízhozamon alapul (nem a magyarországi, hanem a legmagasabb vízhozamokat nézve), a legmagasabbtól a legalacsonyabb felé haladva.
| Vízfolyás neve    | Átlagos vízhozam (m3/s) | Vízfolyás hossza (km) | Vízfolyás magyarországi hossza (km) |
| ----------------- | ----------------------- | --------------------- | ----------------------------------- |
| Duna              | 6500                    | 2860                  | 417                                 |
| Tisza             | 820                     | 977                   | 597                                 |
| Dráva             | 670                     | 695                   |                                     |
| Mura              | 166                     | 749                   |                                     |
| Maros             | 155                     | 880                   | 49                                  |
| Szamos            | 120                     | 415                   | 50                                  |
| Bodrog            | 115                     | 115                   | 49                                  |
| Hármas-Körös      | 100                     | 360                   | 91                                  |
| Sajó              | 70                      | 229                   | 127                                 |
| Sió               | 39                      | 121                   | 121                                 |
| Hernád            | 30,9                    | 286                   | 118                                 |
| Rába              | 27                      | 383                   | 189                                 |
| Ipoly             | 25,4                    | 212,4                 |                                     |
| Sebes-Körös       | 12,4                    | 209                   | 58,6                                |
| Zagyva            | 9,5                     | 179                   | 179                                 |
| Bódva             | 9                       | 110                   | 64,6                                |
| Túr               | 8,8                     | 146,5                 | 94                                  |
| Lajta             | 7,12                    | 121                   |                                     |
| Zala              | 6                       | 139                   | 139                                 |
| Kígyós-főcsatorna | 5,7                     | 129                   | 129                                 |
| Pinka             | 5                       | 94                    |                                     |
| Rábca             | 4,75                    | 60                    | 60                                  |
| Berettyó          | 4,7                     | 94                    | 94                                  |
| Kapos             | 4,4                     | 113                   | 113                                 |
| Kraszna           | 3                       | 193                   | 46                                  |
| Tarna             | 4                       | 105                   | 104                                 |
| Kerka             | 2                       | 60                    | 53,6                                |
| Által-ér          | 1                       | 47,5                  | 47,5                                |
| Lapincs           | 1                       | 114                   | 0,2                                 |
| Ronyva            | 0,74                    | 51                    | 51                                  |
| Galga             | 0,6                     | 58                    | 58                                  |

## Vízgyűjtő terület
Forrás:
| Folyó                         | Összes vízgyűjtő terület (km2) | Ebből magyarországi szakasz | Ebből magyarországi szakasz |
| Folyó                         | Összes vízgyűjtő terület (km2) | (km2)                       | (%)                         |
| ----------------------------- | ------------------------------ | --------------------------- | --------------------------- |
| Duna                          | 817000                         | 93000                       | 11,4                        |
| Tisza                         | 157200                         | 47000                       | 30,0                        |
| Dráva                         | 40200                          | 6960                        | 17,3                        |
| Maros                         | 30300                          | 1880                        | 6,2                         |
| Körösök                       | 27500                          | 13000                       | 47,2                        |
| Mosoni-Duna a Rábával         | 18000                          | 8700                        | 48,3                        |
| Szamos                        | 15800                          | 300                         | 1,9                         |
| Sió a Zalával és a Balatonnal | 14700                          | 14700                       | 100,0                       |
| Bodrog                        | 13600                          | 1000                        | 7,4                         |
| Sajó-Hernád                   | 12700                          | 4200                        | 33,0                        |
| Zagyva                        | 5670                           | 5670                        | 100,0                       |